# Certified Information Security Manager
Certified Information Security Manager (CISM) est une certification professionnelle pour les managers en sécurité de l'information délivrée par Information Systems Audit and Control Association (ISACA).

## Sujets
Le programme de la certification CISM comporte cinq chapitres de la sécurité de l'information:
- Gouvernance de la sécurité de l'information
- Gestion des risques de l'information
- Implémentation d'un programme de sécurité de l'information
- Gestion d'un programme de sécurité de l'information
- Gestion des incidents de sécurité de l'information